# Enrique Gomezjurado
Luis Enrique Marcial Gomezjurado Flores (Quito, 16 de enero de 1891-ibídem, 21 de septiembre de 1978) fue un pintor ecuatoriano, uno de los más notables artistas académicos de las primeras décadas del siglo XX. Se especializó en la figura humana y sobresalió en el retrato, destacó también en el Costumbrismo.

## Biografía
Nació en Quito el 16 de enero de 1891. Fue el tercer hijo de Justo Pastor Gomezjurado y Gomezjurado y de Mariana Flores Abarca, terratenientes conservadores, su padre de Ibarra y su madre de Ambato, establecidos en Quito en 1880.
Pintor de estilo neoclásico e impresionista de variada temática, cultivó el costumbrismo, el indigenismo, la pintura de historia y fue uno de los más destacados retratistas. Hizo varias exposiciones individuales y colectivas en varios países, en academias de Europa y fue un reconocido profesor de la Escuela de Bellas Artes de Quito.
Fue uno de los artistas que trató la temática indigenista y uno de los pintores académicos que mantuvo vigencia frente a la irrupción del expresionismo social en el Ecuador.

## Primeros años y formación
Estudió en la escuela de los Hermanos Cristianos, donde fue alumno del Santo Hermano Miguel. Desde temprana edad dio muestras de talento natural para el dibujo y en 1905, con 14 años, ingresó a la Escuela de Bellas Artes de Quito, refundada en 1904 por el gobierno ecuatoriano y en esa institución fue alumno del pintor español León Camarero, entre otros.

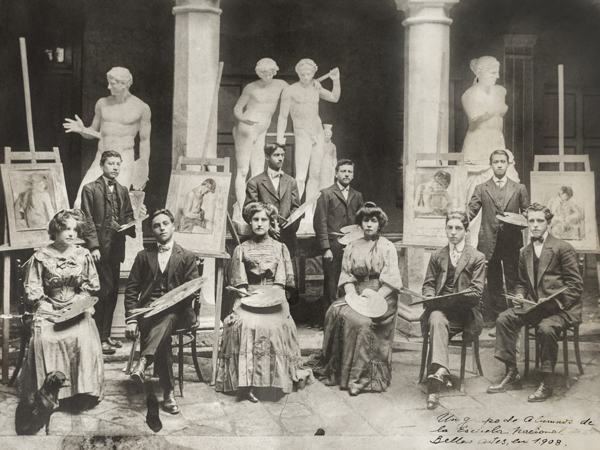
Alumnos de la Escuela de Bellas Artes. En la fila de atrás y de pie, de izquierda a derecha: Enrique Gomezjurado, Camilo Egas, N. Hurtado y N. Carrera. En primer plano y sentados: N. Barreiro, José A. Moscoso, N. Barriga, Zoila Ugarte de Landívar, Alfonso Mena y Nicolás Delgado. Quito, 1908

Como alumno en la Escuela de Bellas artes de Quito, obtuvo sus primeros reconocimientos honoríficos, en 1907 y 1908.
En la Exposición Nacional de 1909 obtuvo la Medalla de Bronce con dos Estudios al Natural y en 1911 dictó su primera cátedra de Dibujo en la Escuela de Bellas Artes y en 1916, fue profesor de Dibujo en el Normal Juan Montalvo.
Logró el segundo y tercer premio simultáneamente en la Exposición Nacional de 1914, con su cuadros El Zapatero y Paisaje.
Participaba en disecciones del cuerpo humano estudiando constantemente su anatomía, especializándose así en la figura.
En su cuadro titulado El Alcalde Indio, llamó la atención al captar la altivez del retratado y con esa obra ganó el segundo premio del Mariano Aguilera en 1919 y en 1920 logró la Medalla de Plata por su pintura, Escenas del Campo.

#### Años en Panamá
En 1920 por cuenta propia viajó a Europa a perfeccionar sus conocimientos, expuso en España, donde fue discípulo del pintor José Mongrell. También expuso en Italia y Francia.
En 1922, casó en Quito con Rosario Solórzano Freire y el mismo año viajó a Panamá contratado por Luis Martinz, donde trabajó en varios proyectos artísticos, diseñando capiteles para teatros, museos e iglesias y fue profesor en la Escuela de Bellas Artes del país centroamericano. En Panamá triunfó en una prueba para pintar un telón de boca para el teatro principal de la ciudad, el tema fue una alegoría sobre el Canal de Panamá. En ese país nacieron sus tres primeros hijos; Ernesto, pintor más conocido como Marco Ernesto, de quien fue su maestro y al cual lo educó en el dibujo desde su infancia, Gustavo y su hija Alicia Gomezjurado, a quien también formó como pintora.
Expuso en Panamá, Estados Unidos, Cuba, Uruguay, Costa Rica y Colombia. En 1930, viajó de regreso a Ecuador, junto con su esposa e hijos.

## Obra

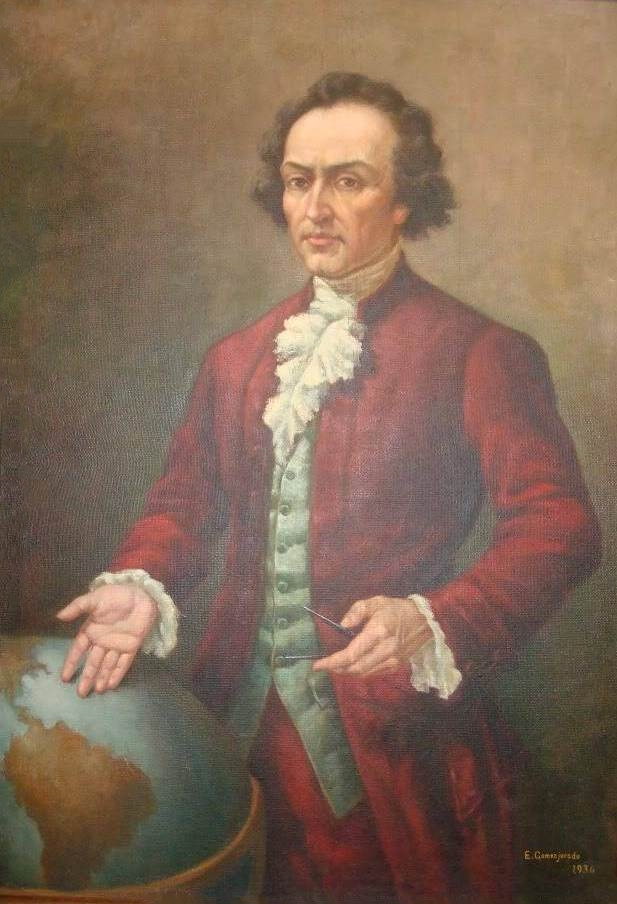
Retrato de Pedro Vicente Maldonado (1936) Museo Alberto Mena Caamaño (Museo de Cera), Quito.

A su retorno en 1930, fue nombrado profesor de la Escuela de Bellas Artes de Quito, en esa década pintó varios retratos. En 1935, las municipalidades de la República del Ecuador, decidieron obsequiar un óleo de Eloy Alfaro al Concejo Municipal de Quito, retrato que pintó el artista.
En 1936, en el Bicentenario de la llegada de la Misión geodésica hispano-francesa al Ecuador y como miembro del Comité France-Amerique, pintó el Retrato de Pedro Vicente Maldonado, que se encuentra en el Museo Alberto Mena Caamaño, también conocido como "Museo de Cera", en Quito.

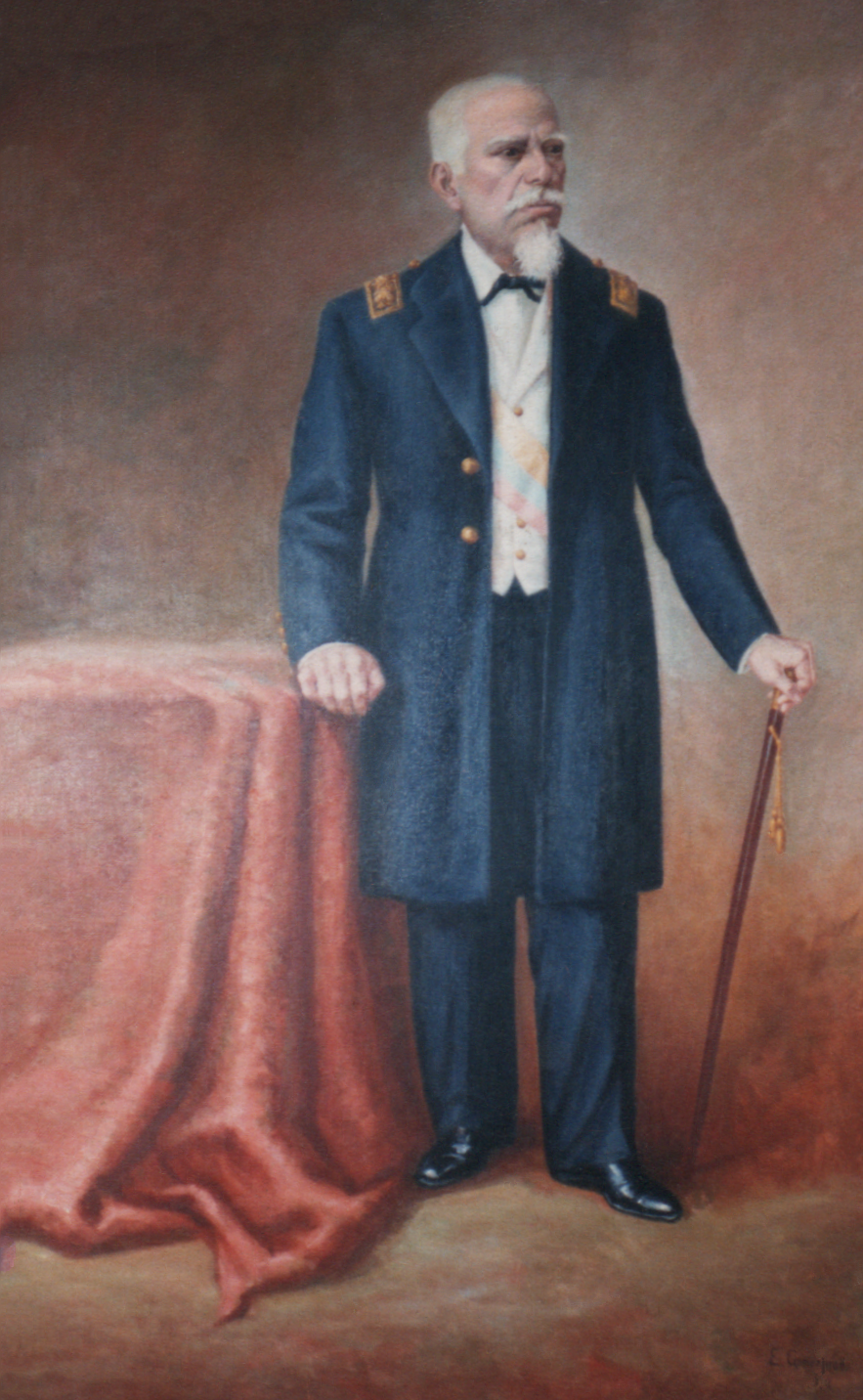
Retrato de Eloy Alfaro (1935). Palacio Municipal de Quito.

En los años siguientes retrató a algunos personajes de la historia y también de la sociedad ecuatoriana de su tiempo, entre los cuales están el Retrato de San Ignacio de Loyola que se encuentra en el Museo Aurelio Espinosa Pólit, Retrato de Leonidas Plaza Gutierrez, Retrato de Aurelio Mosquera Narváez, Retrato del Santo Hermano Miguel, el Retrato de Jacinto Jijón y Caamaño, que se encuentra en el Museo Nacional del Ecuador. En 1939, pintó el Retrato de Federico González Suárez.
En 1941, ganó el Primer premio en el Concurso de Retratos del Libertador Simón Bolívar, certamen organizado en Ecuador por delegados de varias naciones americanas. En 1955, obtuvo el segundo lugar en la Tercera Bienal de Arte Hispanoamericano, llevado a cabo en Barcelona, España y en1957 pintó su óleo Miseria, obteniendo favorable crítica.

En la pintura costumbrista tomó el impresionismo dentro de su estilo neoclásico, fue un pintor fecundo, gustaba del costumbrismo y lo cultivó con especial atención, en sus trabajos dentro de este movimiento artístico predominan los paisajes andinos con las grandes elevaciones de la serranía ecuatoriana, también pintó marinas y trabajó en temática indigenista con predilección, estudiando constantemente la fisonomía indígena, realizó varias obras dentro de esta temática, a la cual dedicó concienzudos trabajos con gran rigurosidad anatómica, composición y exactiud cromática, buscando resaltar sus características étnicas en pinturas como Vírgenes del Sol, Los  Últimos Días de Huaya Cápac o Rumiñahui.

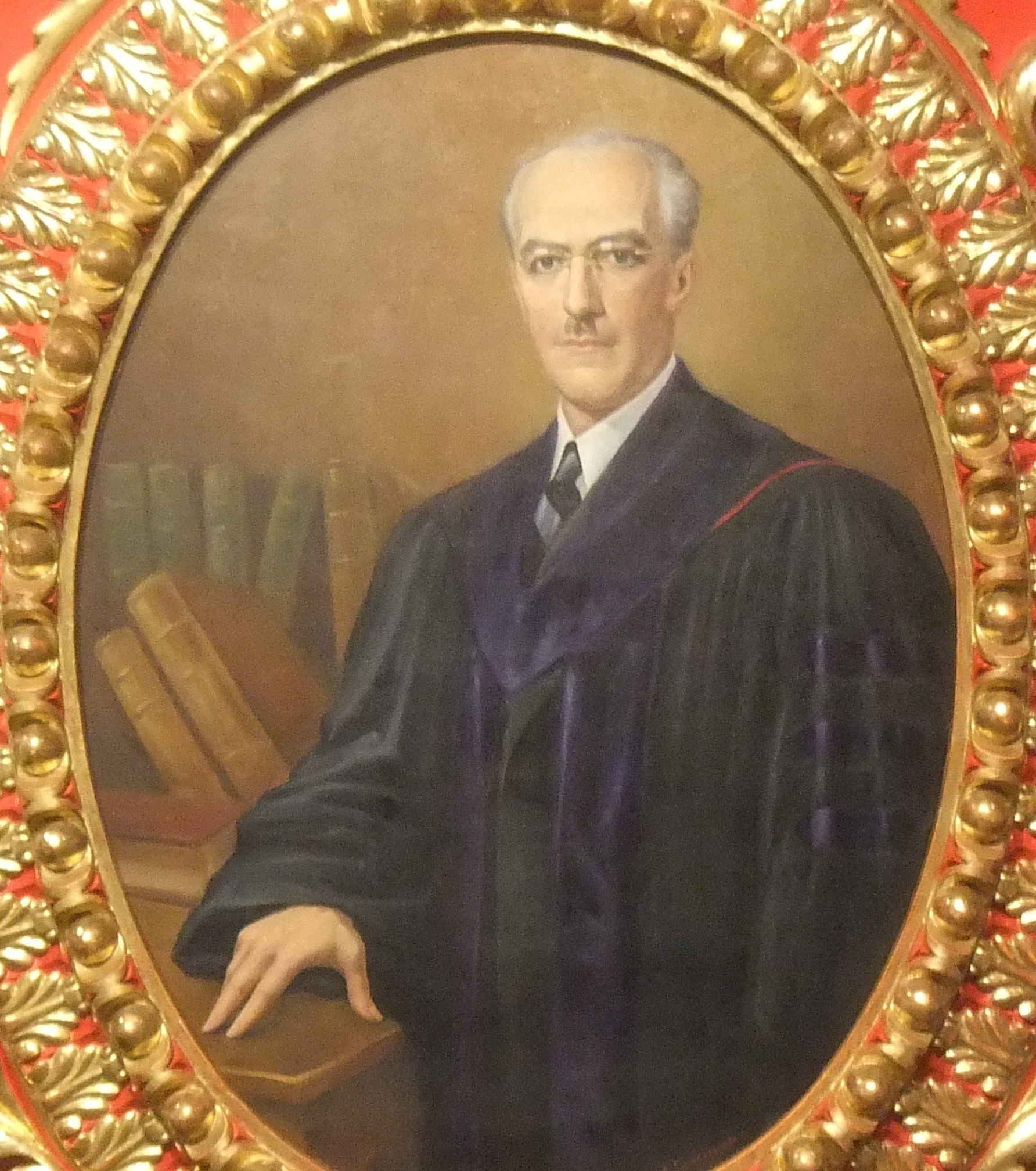
Retrato de Jacinto Jijón y Caamaño, Quito, Museo Nacional del Ecuador.

Como ejemplos de su pintura costumbrista y paisajista están Los Priostes, Procesión Indígena, La Laguna de Cotacachi, Indios del Mercado, El Pichincha.
En su pintura también gustaba de tratar temas filosóficos e hizo referencias a algunos simbolismos éticos y religiosos, también pintó temas sociales, pero no desde una perspectiva reformista.
Admiró al pintor ecuatoriano Antonio Salguero, a quien consideró el verdadero iniciador de la pintura moderna en Ecuador, también fue admirador la obra de Diego Velázquez, Rembrandt y Joaquín Sorolla.
En 1951 fue nombrado Oficial de la Academia francesa de Bellas Artes, y en 1961 la Universidad Central del Ecuador le otorgó el premio "Mérito Docente". En 1967 participó en la exposición Testimonio Plástico del Ecuador, evento realizado en Quito.
Murió en Quito, el 21 de septiembre de 1978, sus restos descansan en el Cementerio de El Batán en Quito.